# Pimpla caucasica
Pimpla caucasica là một loài tò vò trong họ Ichneumonidae.